# 鄭岩
鄭岩（てい がん、ツェン・ヤン、郑岩、1984年8月2日 - ）は、中国の囲碁棋士。黒龍江省出身、中国囲棋協会に所属、二段。建橋杯女子囲棋公開戦、女子名人戦優勝など。

## 経歴
大慶市生まれ。4歳で囲碁を学ぶ。1997年初段。1998年、広東省運動会女子戦優勝。1999年、全国少年囲棋戦女子部優勝、二段。2000、2001年、全国囲棋個人戦女子部4位。2001年女子名人戦ベスト4。2002年、全国体育大会女子部優勝、豪爵杯世界女子プロ囲碁選手権戦出場。2003年、正官庄杯世界女子囲碁最強戦出場。2004、2005年建橋杯女子囲棋公開戦準優勝。2007年招商銀行杯中国囲棋電視快棋戦ベスト16、正官庄杯で2人抜き、遠洋地産杯世界女子プロオープン戦ベスト16、建橋杯決勝で王祥雲を2-0で破り優勝。
2008年、ワールドマインドスポーツゲームズ女子団体戦優勝、三星火災杯世界囲碁マスターズで国際予選を勝抜いて出場するが、1回戦で李昌鎬に敗れる。2009年全国智力運動会女子団体戦で広東チームで優勝。2010年、女子名人戦決勝で李赫を破り優勝、穹窿山兵聖杯世界女子囲碁選手権ベスト4。
全国囲棋リーグ女子組、女子甲級リーグでは広東チームなどで出場。中国棋士ランキングでは2007年110位。

### タイトル歴
- 全国体育大会女子個人戦 2002年
- 建橋杯女子囲棋公開戦 2007年
- 黄龍士佳源杯女子名人戦 2010年

### その他の棋歴
国際棋戦
- ワールドマインドスポーツゲームズ 2008年女子団体戦優勝（決勝:○青木喜久代、×金惠敏）
- 穹窿山兵聖杯世界女子囲碁選手権 ベスト4 2010年（○リタ・ポチャイ、○李瑟娥、×黒嘉嘉）
- 正官庄杯世界女子囲碁最強戦
  - 2007年 2-1（○万波佳奈、○朴鋕恩、×加藤啓子）

国内棋戦
- 建橋杯女子囲棋公開戦 準優勝 2004、05、09年
- 全国囲棋個人戦女子部 2位 2009年、4位 2000、01、04年
- 全国体育大会
  - 2006年 女子個人戦3位
  - 2011年 女子団体戦6位（広東チーム）、女子快棋戦4位
- リコー杯囲棋混双戦 準優勝 2006年（兪斌とペア）
- 全国智力運動会 女子団体戦優勝 2009年（広東省チーム）
- 百霊杯戦
  - 2008年 2-2（×葉桂、×芮廼偉、○張璇、○華学明）
  - 2010年 0-1（×劉小光）
- 中国女子囲棋甲級リーグ戦
  - 2013年（広東盤實資本）5-8
  - 2014年（広東東湖勁竜）
  - 2015年（広東天禾農資）